# Richard Aertsz
Richard Aartsz sau Rijckaert Aertsz (n. 1482, Beverwijk, Olanda de Nord, Țările de Jos – d. mai 1577, Antwerpen, Țările de Jos Habsburgice⁠(d)) a fost un pictor renascentist neerlandez de alegorii istorice. Cele mai multe dintre lucrările sale au fost pictate în perioada în care a trăit la Anvers. A fost elevul lui Jan Mostaert⁠(d) la Haarlem. Frans Floris⁠(d) i-a devenit elev și prieten.

## Biografie
Rykert (sau Rijck) s-a născut în Wijk aan Zee⁠(d) (Beverwijk) și a fost fiul unui pescar. În copilărie s-a ars la picior, așa că a fost trimis la Haarlem pentru tratament, dar din cauza unui medic incompetent sau pentru că pur și simplu era prea târziu, rana s-a agravat și mai mult, până când piciorul a trebuit să îi fie amputat, ceea ce l-a obligat să meargă cu o cârjă. De aceea a fost supranumit Rijk met de Stelt (Bogat cu cârja), care este acum cel mai cunoscut nume de artist al său. 
În perioada de recuperare, stătea adesea lângă foc și desena cu cărbunele pe peretele alb al șemineului de piatră, lucru pe care l-a făcut atât de bine încât părinții lui l-au întrebat dacă ar vrea să fie pictor sau desenator, iar când a răspuns serios afirmativ, a fost luat ca ucenic de Jan Mostaert⁠(d), pe atunci maestru al unui atelier de pictură din Haarlem.  A fost un ucenic atât de studios încât a devenit în curând el însuși un bun artist. A pictat ușile altarului breslei cărăușilor (Zakkendragersgilde, o breaslă a cărăușilor de gazon și a altor meserii de cărăuși) în Biserica Sf. Bavo. Altarul în sine a fost pictat anterior de Jacob van Haarlem, maestrul lui Mostaert. Subiectele ușii altarului au fost proiectate de Rijck și au fost istoria lui Iosif (fiul lui Iacov) ; o parte era dedicată fraților săi care veneau după cereale, iar cealaltă parte îl reprezenta pe Iosif însuși, așezat ca un rege, ascunzându-și identitatea pentru frații săi din Egipt; piese care au fost foarte apreciate. Rijck a fost un pictor de succes care a pictat multe piese în Friesland, dar cele mai multe dintre acestea au fost distruse în timpul furtunii Beeldenstorm.
În cele din urmă, Rijck a călătorit la Anvers, unde s-a căsătorit cu Catharina Dircksdr și s-a alăturat Breslei Sfântului Luca în 1520. A reușit să-și câștige existența pictând tonuri de carne („naeckten” poate însemna și nuduri) pentru alți pictori, în schimbul unui salariu zilnic. A murit acolo în mai 1577, renumit ca un om liniștit, fericit, pașnic și evlavios, foarte iubit pentru buna sa dispoziție. Referindu-se la numele său și la cârja sa, spunea adesea „Ik ben rijk en wel gestelt” („Sunt bogat și am o situație bună”, un joc de cuvinte cu numele său Rijckaert ( rijck înseamnă bogat, în timp ce rijkaard înseamnă om bogat) cu faptul că trebuie să folosească o cârjă (gestelt înseamnă cu o cârjă, în timp ce welgesteld înseamnă bine).
La bătrânețe, vederea i-a fost foarte afectată, astfel încât abia putea să vadă ce face. Când a pus vopseaua pe panouri atât de groasă încât nimănui nu-i plăcea, de multe ori avea nevoie să fie răzuită din nou, ceea ce îl supăra pentru că simțea că nimeni nu îi aprecia munca.
Portretul său a fost pictat de prietenul său Frans Floris⁠(d) în jurul anului 1560, ca figura centrală într-o pictură a Sfântului Luca pentru Breasla Sfântul Luca din Anvers, probabil pentru că era un personaj optimist și popular în breaslă. A fost tatăl pictorului Lambert Ryck Aertsz, numit Robbesant.